# Ейнджълс Кемп (град, Калифорния)
Ейнджълс Кемп (на английски: Angels Camp) е град в окръг Калаверас, щата Калифорния, САЩ. Ейнджълс Кемп е с население от 3807 жители (по приблизителна оценка от 2017 г.) и обща площ от 7,8 km². Намира се на 420 m надморска височина. ЗИП кодовете му са 95222, а телефонният му код е 209.